# Dekanat Mościska
Dekanat Mościska – został utworzony w 1992 roku, obecnie jest jednym z 12 dekanatów katolickich w archidiecezja lwowskiej na Ukrainie. Obecnie na terenie dekanatu jest 14 kapłanów i 22 parafie (14 parafii nie posiada kapłana, w opisie dekanatu są to parafie z przynależnością posługi).

## Historia
Już w średniowieczu obszar na południe od Mościsk objęty był wiejskim osadnictwem ludności rzymskokatolickiej. Powstały wówczas m.in. Bojowice, Krukienice, Krysowice, Mistyce, Miżyniec, Myślatycze, Pnikut, a wśród nich najstarszy kościół, w 1375 jeden z tylko 20 na terenie diecezji przemyskiej, jako jedyny położony nie w mieście, a dziś na wschód od granicy polsko-ukraińskiej, miał stać w Strzelczyskach.
Dekanat powstał w 1641 z wydzielenia 15 parafii (z 30) z dekanatu przemyskiego.
W 1877 dekanat liczył 16 938 wiernych (9 parafii i 15 duchownych), następnie 22 539 (1897) i 25 200 (1914, 10 parafii i 16 duchownych).
W 1945 dekanat obejmował 12 parafii (Balice, Husaków, Krukienice, Lipniki, Miżyniec, Mościska, Myślatycze, Pnikut, Radenice, Radochońce, Tamanowice, Trzcieniec) i w całości znalazł się w Związku Radzieckim.

## Parafie
- Balice (Баличі) – bł. Bronisławy (kościół dojazdowy)
- Czyszki (Чишки) – Zesłania Ducha Świętego (kościół dojazdowy)
- Czyżowice (Чижевичі) – NMP Królowej Polski ( dojazdowy)
- Jordanówka (Ιорданівка) – Niepokalanego Poczęcia NMP (kościół dojazdowy)
- Krukienice (Крукеничі) – św. Mateusza (kościół dojazdowy)
- Krysowice (Крисовичі) – Matki Bożej Fatimskiej
- Lipniki (Липникі) – Nawiedzenia NMP (kościół dojazdowy)
- Milatyn (Милятин) – św. Anny (kościół dojazdowy)
- Mościska (Мостиска) – Narodzenia św. Jana Chrzciciela
- Mościska – św. Katarzyny (klasztor Redemptorystów)
- Myślatycze (Мишлятичі) – św. Katarzyny
- Pnikut (Пнікут) – św. Mikołaja
- Radenice (Раденичі) – Wniebowzięcia NMP  (kościół dojazdowy)
- Sądowa Wisznia (Судова Вишня) – MB Wspomożenia Wiernych
- Stojańce (Стоянці) – MB Szkaplerznej (kościół dojazdowy)
- Strzelczyska (Стрілецьке) – Naj. Serca Jezusa i Niepokalanego Serca NMP
- Szeginie (Шегині) – św. Józefa
- Tamanowice (Тамановичі) – Najświętszego Serca Pana Jezusa (dojazdowy)
- Trzcieniec (Тщенець) – św. Józefa
- Twierdza (Твіржа) – NMP Matki Kościoła (kościół dojazdowy)
- Zakościele (Закостелла) – św. Michała Archanioła  (kościół dojazdowy)
- Złotkowice (Золотковичі) – Miłosierdzia Bożego (kościół dojazdowy)

## Zgromadzenia zakonne
- Krysowice – Służebniczki NMP.
- Milatyn – Bernardyni.
- Mościska – redemptoryści
- Mościska (parafia Narodzenia św. Jana Chrzciciela) – Honoratki
- Sądowa Wisznia – Bernardyni.